# Савватий (Загребельный)
Епископ Савватий (в миру Сергей Николаевич Загребельный; 5 августа 1967, село Сосновское, Таврический район, Омская область) — архиерей Русской православной церкви, епископ Бишкекский и Кыргызстанский (Среднеазиатский митрополичий округ).
Тезоименитство — 27 сентября/10 октября (преподобного Савватия Соловецкого).

## Биография
В 1974 году переехал в село Новомосковка Омского района Омской области, где поступил в школу.
В 1982 году перешёл в Сибирскую среднюю школу, которую окончил в 1984 году, и поступил в Омское высшее общевойсковое дважды Краснознамённое командное училище. В 1988 году окончил училище с присвоением звания лейтенанта и распределён на службу в Печенгский военкомат Мурманской области.
В 1990 году окончил курсы Генерального штаба. В сентябре женился. Принял крещение. В 1992 году родилась дочь Анастасия.
В 1993 году переведён в Новосибирскую область в рабочий посёлок Чистоозерное на должность заместителя райвоенкома.
В 1994 году с целью восстановления церкви в селе Покровка обратился за советом к митрополиту Омскому и Тарскому Феодосию; по благословению владыки начал алтарничать.
В 1995 году переведён на военную службу в Омскую область в Тарский военкомат.
4 ноября 1995 года рукоположён в сан диакона, 5 ноября — в сан иерея.
1 июля 1996 года уволен в запас, назначен благочинным Усть-Ишимского округа Омской епархии и настоятелем Никольского храма села Усть-Ишим Омской области с послушанием восстанавливать деревянный храм святого Василия Блаженного в селе Вятка. Выступил организатором проведения образовательных конференций в помощь преподавателям Основ православной культуры, межрайонного фестиваля народного духовного творчества и детского лагеря «Милосердие».
В 1999 году развёлся.
В 1999 году в связи с назначением в село Усть-Ишим второго священника получил благословение на переселение в село Вятку для устройства монастырской общины.
В конце 2002 года пострижен в монашество с именем Савватий в честь преподобного Савватия Соловецкого.
Весной 2005 года, после того как Вятская община была присоединена к Свято-Никольскому монастырю села Большекулачье, назначен на должность настоятеля этой обители.
В 2006 году окончил Тобольскую духовную семинарию.
На Пасху 2007 года Патриархом Алексием II возведён в сан игумена.
20 апреля 2012 года митрополит Омский и Тарский Владимир в Свято-Никольском храме Никольского монастыря удостоил игумена Савватия (Загребельного) права ношения палицы, а также вручил ему игуменский жезл.

### Архиерейство
6 июня 2012 года решением Священного синода избран правящим архиереем новообразованной Тарской епархии с титулом «Тарский и Тюкалинский». 17 июня возведён в сан архимандрита митрополитом Омским и Таврическим Владимиром (Икимом). 6 июля в храме Всех святых, в земле Российской просиявших, патриаршей резиденции в Даниловом монастыре в Москве наречён во епископа Тарского и Тюкалинского. 21 июля в Богоявленском соборе города Москвы рукоположён во епископа Тарского и Тюкалинского. Хиротонию совершили патриарх Московский и всея Руси Кирилл, митрополит Крутицкий и Коломенский Ювеналий (Поярков), митрополит Ташкентский и Узбекистанский Викентий (Морарь), митрополит Саранский и Мордовский Варсонофий (Судаков), митрополит Омский и Таврический Владимир (Иким), архиепископ Истринский Арсений (Епифанов), епископ Солнечногорский Сергий (Чашин), епископ Воскресенский Савва (Михеев), епископ Калачинский и Муромцевский Пётр (Мансуров).
13 апреля 2021 года Священным синодом назначен председателем Синодального отдела по взаимодействию с вооружёнными силами и правоохранительными органами с освобождением его от управления Тарской епархией и выражением благодарности за понесённые архипастырские труды. Савватию был присвоен титул епископа Бронницкого, викария патриарха Московского и всея Руси. 15 апреля 2021 года назначен настоятелем храма Вознесения Господня за Серпуховскими воротами.
27 мая 2022 года решением Священного Синода РПЦ назначен епископом Бишкекским и Кыргызстанским с освобождением его от должности председателя Синодального отдела по взаимодействию с Вооруженными силами и правоохранительными органами и выражением ему благодарности за понесенные труды.
10 июня 2022 года попрощался с прихожанами храма Вознесения Господня за Серпуховскими воротами. 15 июня 2022 года освобождён от должности настоятеля храма Вознесения Господня за Серпуховскими воротами г. Москвы.